# SQDG
磺基-6-脫氧葡糖基二脂酰甘油（英文：Sulfoquinovosyl diacylglycerol，簡寫SQDG）是一種在很多光合生物中發現的酯類。其分子包含兩分子脂肪酸，1分子甘油、一分子6-脫氧葡糖，是一種磺酸。其分子結構類似磷脂，但不含磷元素而含硫。
SQDG目前已在植物、真核藻類、藍藻和一些不產氧光合細菌中發現。其中在馬尾藻海發現完全不含磷脂而只含有SQDG的藍藻，這可能是對遠海缺乏磷元素營養環境的一種適應。